# Ještěrka pityuská
Ještěrka pityuská (Podarcis pityusensis) je druh z čeledi ještěrkovitých, rodu Podarcis. Druh je endemický na Baleárských ostrovech Ibiza a Formentera.
Původně se vyskytovala na Ibize a Formenteře později se rozšířila i na Mallorcu. Velkým a variabilním aspektem jsou silné nohy a krátká hlava. Existuje asi 30 poddruhů, některé jsou velmi tmavě zbarvené s kobaltově modrým břichem. Obývají skalnatá místa, ale žijí i v blízkosti obydlí lidí, kolem domů, zdí a na místech, kde jsou odpadky. Živí se i hmyzem. Vejce kladou do nor nebo pod kameny. Mohou žít až šest let.